# San Adrián del Valle
San Adrián del Valle es un municipio y villa española de la provincia de León, en la comunidad autónoma de Castilla y León. Cuenta con una población de 84 habitantes (INE 2024).

## Toponimia
El nombre de San Adrián del Valle alude a la advocación que debió de tener un pequeño monasterio situado en las proximidades del actual emplazamiento, documentada su existencia entre los siglos X y XII.
El apellido del Valle proviene de estar situado en el Valle de Santa María, aunque parte del municipio también comprende parte del Páramo Leonés.
El núcleo de población actual posiblemente surgió al amparo del referido monasterio.
La localidad de San Adrián del Valle se integró en el municipio de Audanzas ( posteriormente La Antigua) el 1 de enero de 1837.
San Adrián del Valle se segregó posteriormente para formar su propio municipio entre 1842 y 1857.

## Geografía
Forma parte de la comarca tradicional de El Valle, situándose a 64 kilómetros de la capital provincial. Su término municipal está atravesado por la Autovía del Noroeste entre los pK 277 y 278, siendo el primer pueblo de la provincia de León al entrar desde Zamora por la autovía A-6.
El pueblo se encuentra enclavado junto al arroyo del Reguero Grande del Valle (también llamado Ahogaborricos), afluente del río Órbigo, a 779 metros sobre el nivel del mar. El relieve es predominantemente llano, con algunas pequeñas elevaciones que marcan el inicio del páramo leonés, la extensa altiplanicie entre los ríos Esla y Órbigo en la provincia leonesa. 
| Noroeste: Pozuelo del Páramo           | Norte: Pozuelo del Páramo         | Noreste: Pozuelo del Páramo           |
| Oeste: Maire de Castroponce (Zamora)   |                                   | Este: Matilla de Arzón (Zamora)       |
| Suroeste: Pobladura del Valle (Zamora) | Sur: Pobladura del Valle (Zamora) | Sureste: Pobladura del Valle (Zamora) |

## Demografía
Cuenta con una población de 84 habitantes (INE 2024). El municipio ha sufrido a lo largo de los siglos XX y XXI una severa despoblación, disminuyéndose su población entre 1950 y 1986 en más de un 50 %. Esta despoblación es coincidente con una fallida renovación agraria, y el abandono del cultivo de la vid.
| Gráfica de evolución demográfica de San Adrián del Valle entre 1857 y 2021 |
| |
| Población de derecho según los censos de población del INE. Población de hecho según los censos de población del INE. En 1857 aparece este municipio porque se segrega de La Antigua. |

## Símbolos
El pleno del ayuntamiento de San Adrián del Valle, en sesión celebrada el 23 de diciembre de 2019, acordó aprobar el escudo heráldico y la bandera municipal con la siguiente descripción:
Escudo
Escudo cuadrilongo de boca redonda, partido y entado. El primer cuartel, en campo de oro, una encina en su color, al jefe una vid con su fruto en su color. Segundo cuartel, en campo de plata un león rampante de púrpura coronado de oro, linguado y armado de gules. Tercer cuartel, entado en punta, en campo de sinople un tonel de plata acompañado en punta de dos cuevas (bodegas) de plata en faja. Al timbre, corona real cerrada española.
Bandera
Bandera rectangular, de tafetán o seda, con una proporción de tres módulos de larga por dos de ancha (2:3). Está formada por ocho franjas de igual anchura, cinco de ellas en color púrpura, entre las que van insertadas otras cuatro iguales y de menor anchura en color oro y otras tres franjas en la parte inferior, también iguales con los colores del escudo. Cargará íntegramente el escudo de San Adrián, ajustando el eje geométrico de este al eje geométrico de las cinco franjas superiores, con una altura igual a la suma de las cuatro franjas estrechas en color oro más las tres franjas centrales de color púrpura.

## Equipamientos y servicios

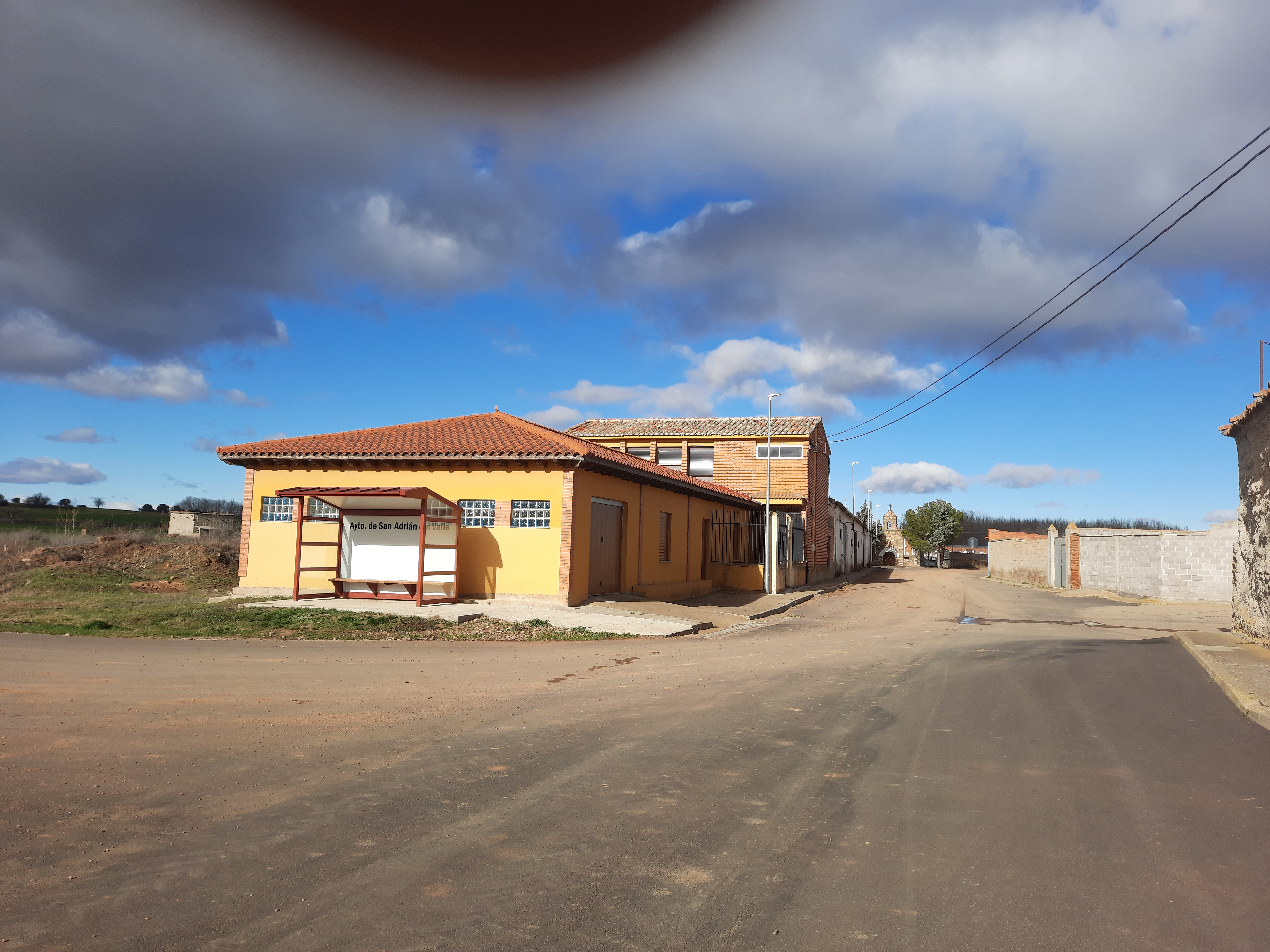
Antiguas escuelas y local social comunitario

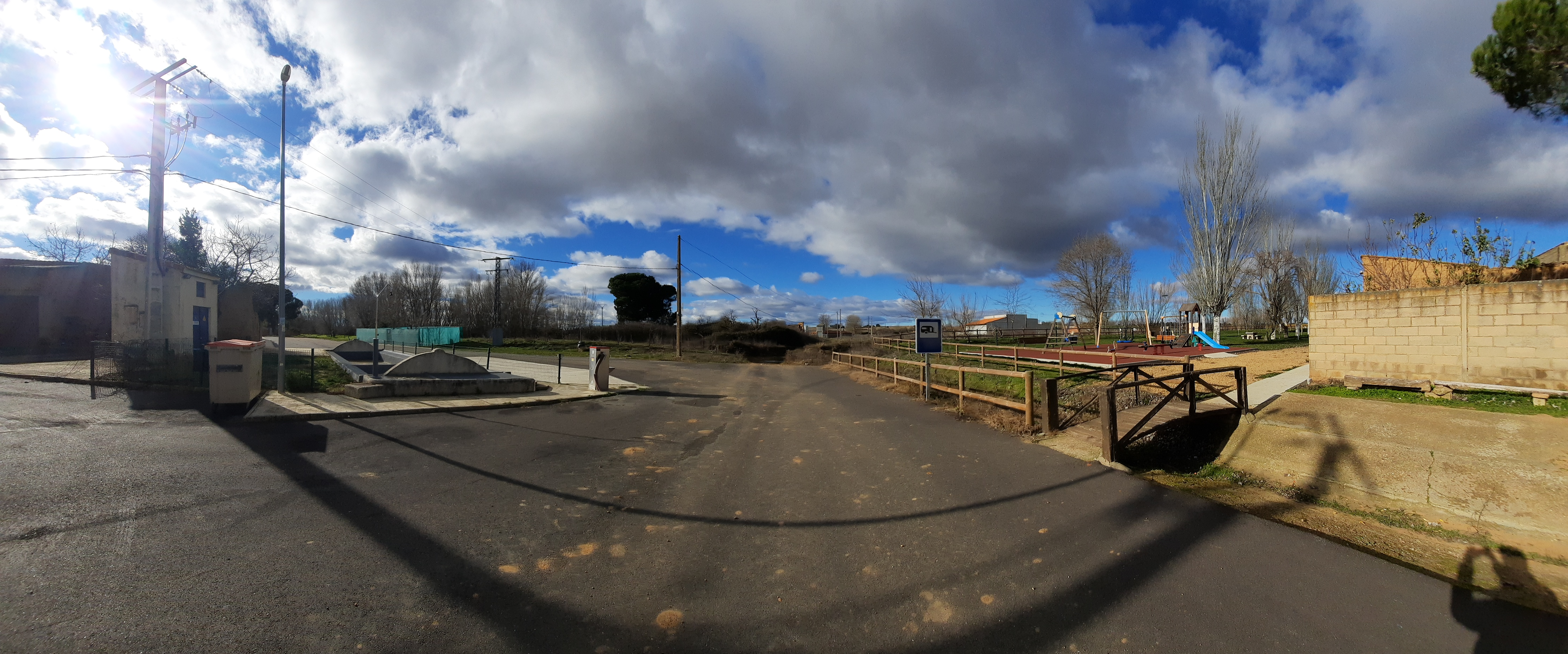
Zona de parque infantil (derecha), aparcamiento de autocaravanas (izquierda) y punto limpio municipal

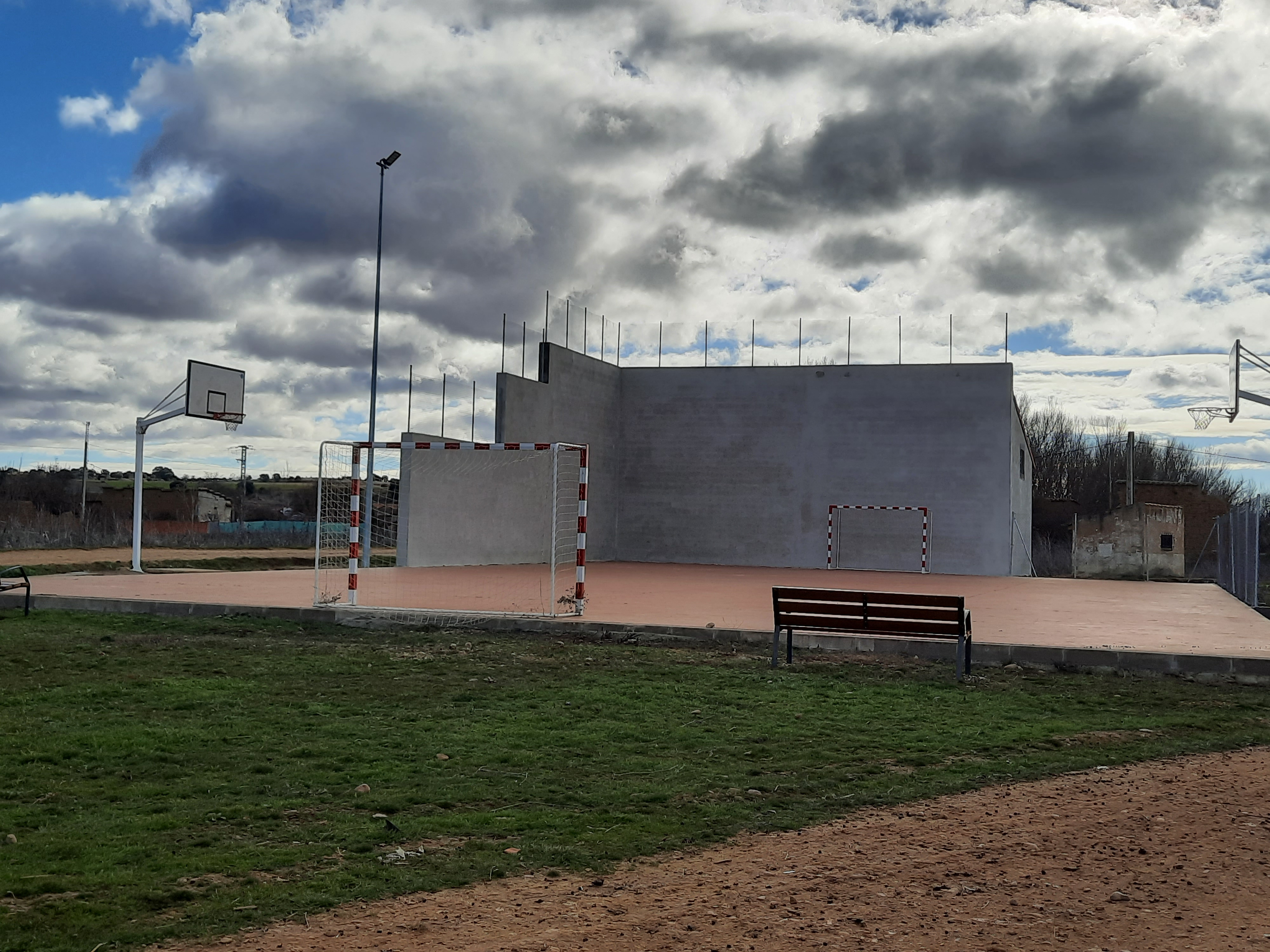
Pista polideportiva municipal

San Adrián del Valle dispone de varias instalaciones municipales:
- Pista polideportíva: se trata de una pista de cemento que combina fútbol sala, baloncesto y frontón. Dispone también de mesas de ping pong.
- Centro social: espacio destinado al uso de la comunidad, se construyó junto a las antiguas escuelas, sin uso escolar desde hace años.
- Parada de autobús: solo para algunos trayectos. Otros paran en la carretera nacional.
- Parque infantil: con diferentes aparatos para juego infantil y espacio de descanso.
- Aparcamiento de autocaravanas: inaugurado en 2020, dispone de zona de aparcamiento, vertedero, agua potable y ducha.
- Punto limpio: es un espacio cerrado y actualmente clausurado.

## Patrimonio
El principal exponente del patrimonio cultural de San Adrián del Valle consiste en su patrimonio industrial, ya que dispone de una extensísima zona de bodegas, antiguamente destinadas a la elaboración de vino para uso tanto comercial como doméstico. Además, se encuentra una de las mayores bodegas de Europa, llamada de Doña Rosa, junto con su alcoholera.
Dispone también de una iglesia de cierto valor y una ermita.

### Patrimonio industrial

#### Cuevas (bodegas)

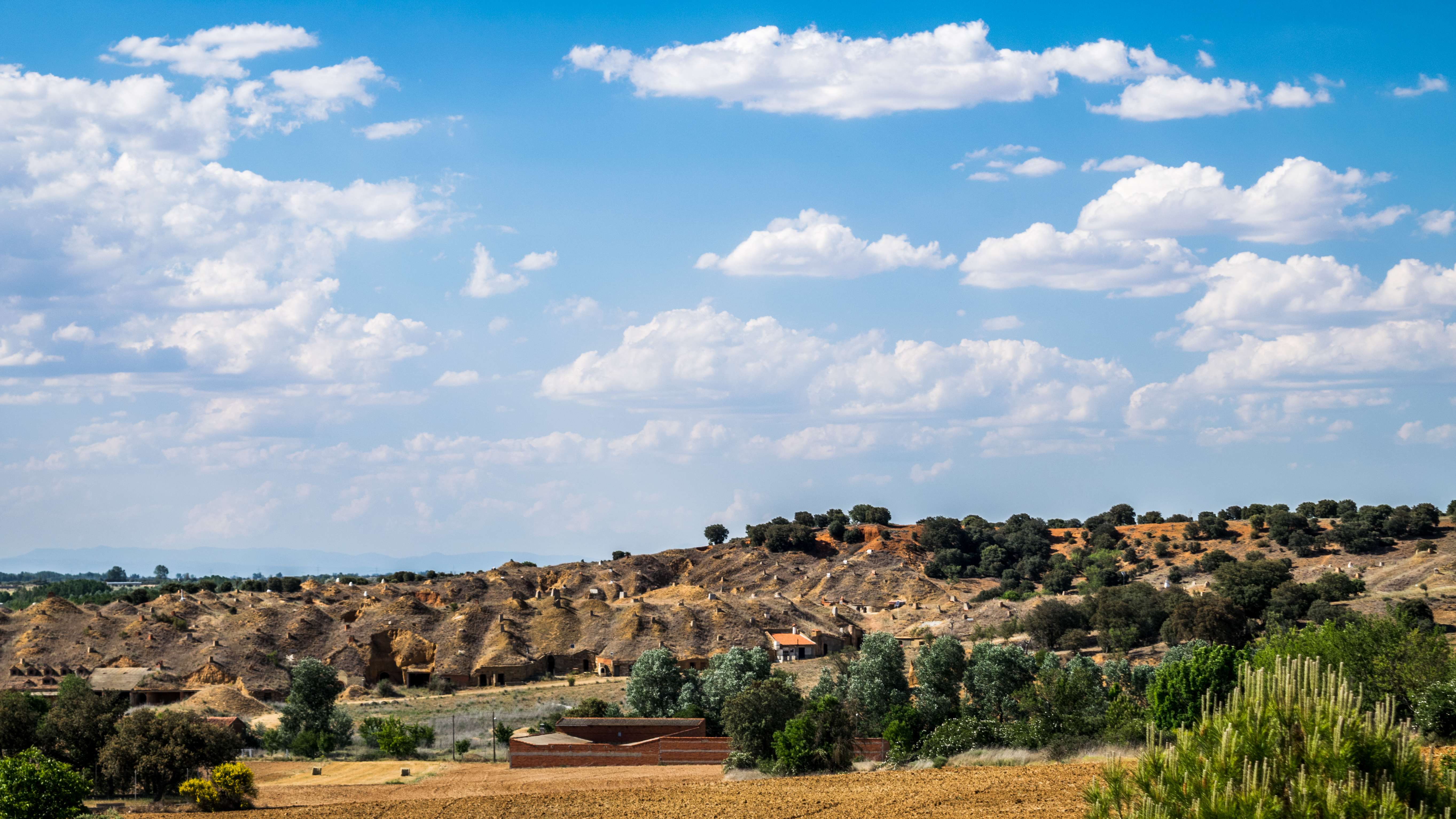
Panorámica del exterior de las cuevas de San Adrián del valle

El terreno arcilloso en el que se asienta el municipio favoreció la proliferación que tuvieron estas cuevas artificiales y que prácticamente cada familia tuviera al menos una para la elaboración propia de vino o aguardiente. Según el Ayuntamiento existen más de 600 cuevas (otras fuentes citan una cifra de 350) que se excavaban a pico y pala sin ayuda de maquinaria, en pequeñas cuadrillas y compaginándolo con las labores de agricultura y ganadería. Las bodegas fueron excavadas con forma de arco en sus techos, lo que hacía innecesario el uso de refuerzos para que se soportara por sí misma, junto con la adición de ventanos. Los ventanos eran respiraderos a modo de chimenea para que la tierra interior de la bodega estuviera seca ya que la humedad pudiera hacer que se viniera abajo.
Al igual que en otros pueblos, en San Adrián del Valle las cuevas se hacían en terrenos municipales, de forma que cada vecino disfrutaba de su uso, aunque no de su propiedad.
En la actualidad y sin apenas viñedos plantados en el municipio, las cuevas han quedado para usos de ocio a modo de merenderos, en los que amigos y familiares se reúnen para tomar unos vinos y disfrutar de copiosas comidas.

#### Bodega-cueva de Doña Rosa y alcoholera

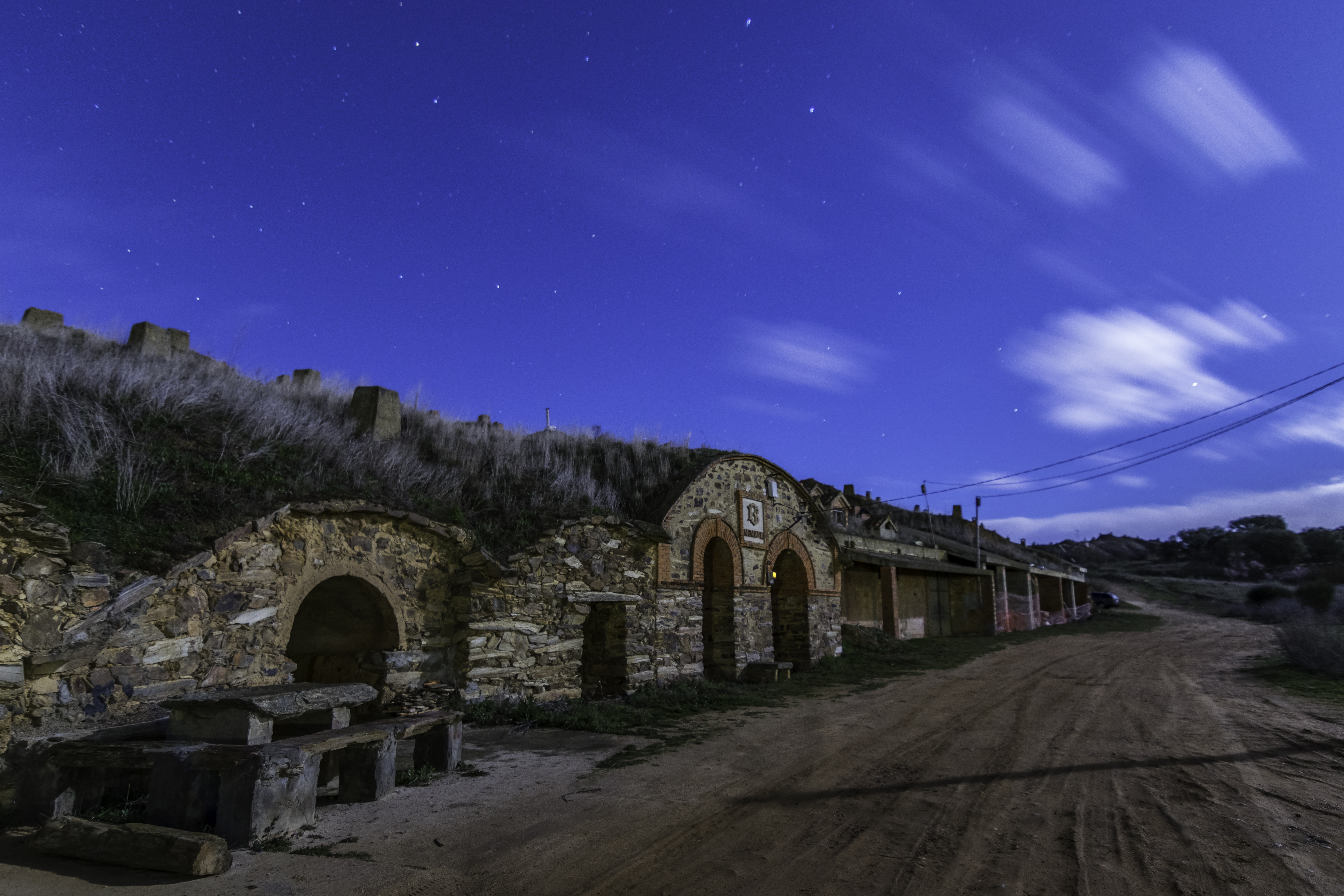
Fachada de la bodega-cueva de Doña Rosa

Entre todas las cuevas familiares destaca un ejemplo de bodega, realizado para la elaboración industrial de vino con las técnicas más avanzadas del momento. Ejecutada en 1918 por el médico rural Baltasar Otero Blanco, fue excavada por más de 60 obreros. Es uno de los mejores ejemplos de arquitectura subterránea y, con unos 6000 metros cuadrados, constituye la mayor construcción subterránea de este tipo en España y, posiblemente, la segunda mayor de Europa.[cita requerida]
La industria fue tan avanzada que contó con railes para el tránsito de vagonetas, luz eléctrica, y bombas para la elevación del vino. Sorprenden a quien aún la visita, las dimensiones basilicales de su mayor bóveda, que albergaba una cuba de madera de 112 000 litros y un depósito de barro de un millón de litros, más otros dos de cemento de cemento de 300 000 cada uno, así como sus larguísimos ramales interiores y sus altos ventanos.
Además, la industria fue completada por una alcoholera situada frente a la entrada principal de la cueva, precioso exponente de arquitectura industrial en ladrillo, y que conectaba mediante railes con la bodega.
En 1949, la explotación contaba con «bodega 65 000 cántaros, capacidad, vasija roble americano, rectificadora de alcoholes, producción diaria 1100 litros; dos alambiques, amplios depósitos y locales. Viña 200 000 cepas plena producción», según rezaba literalmente el anuncio de Doña Rosa Rubio, viuda de Baltasar Otero, de venta o cambio por no poderlo atender.

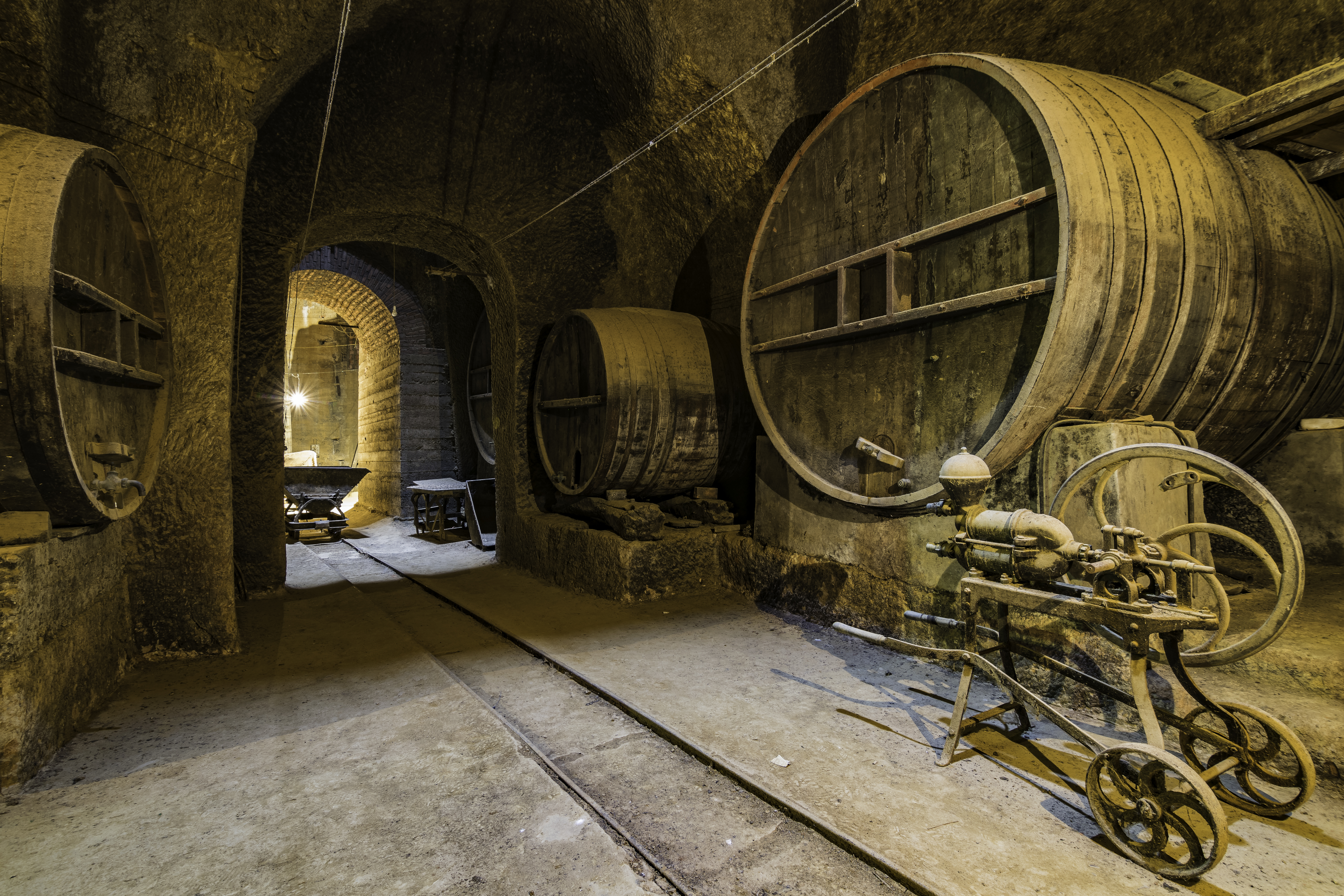
Interior de la cueva de Doña Rosa, con los raíles de vagones
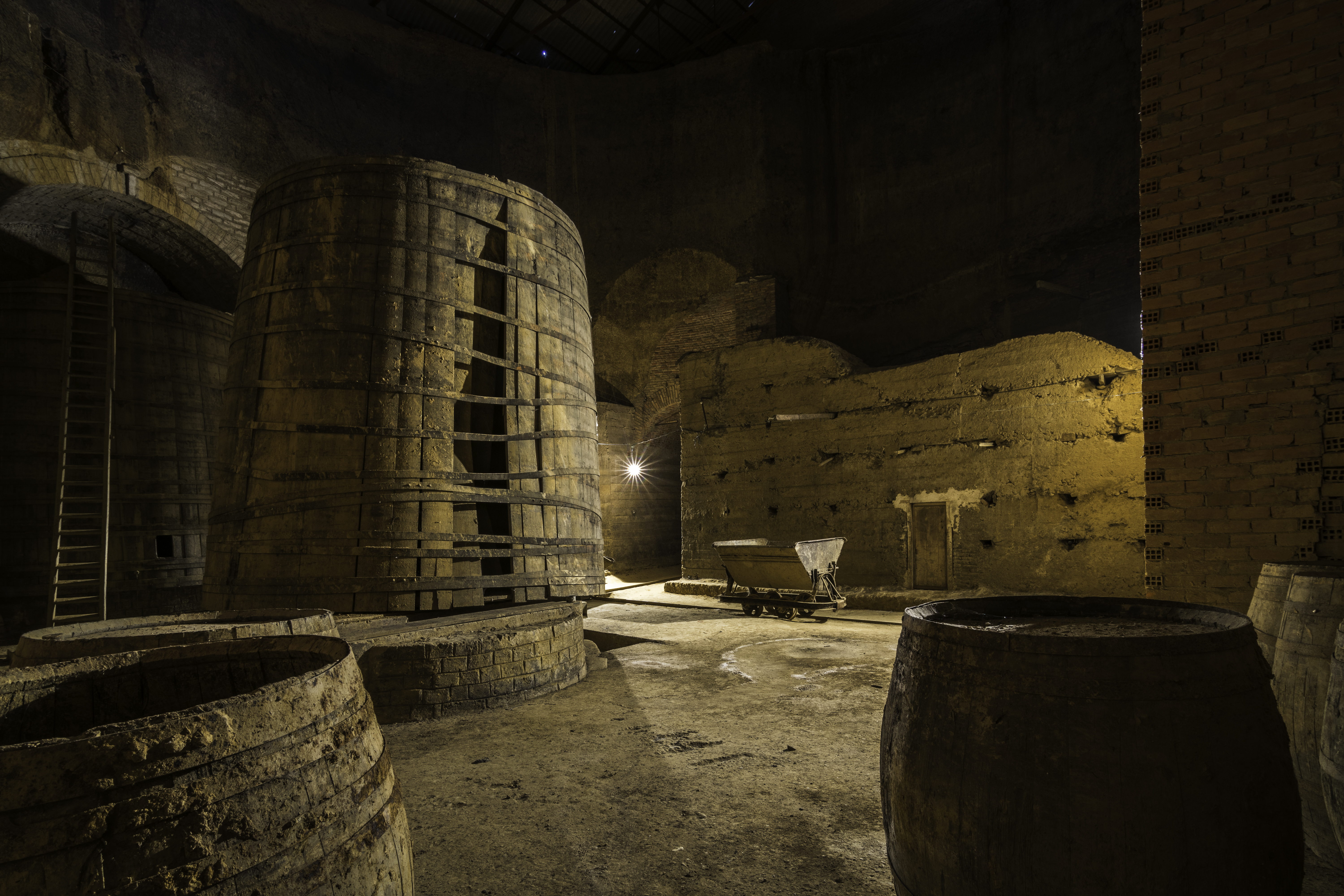
Bóveda principal de la cueva de Doña Rosa y su gran cuba
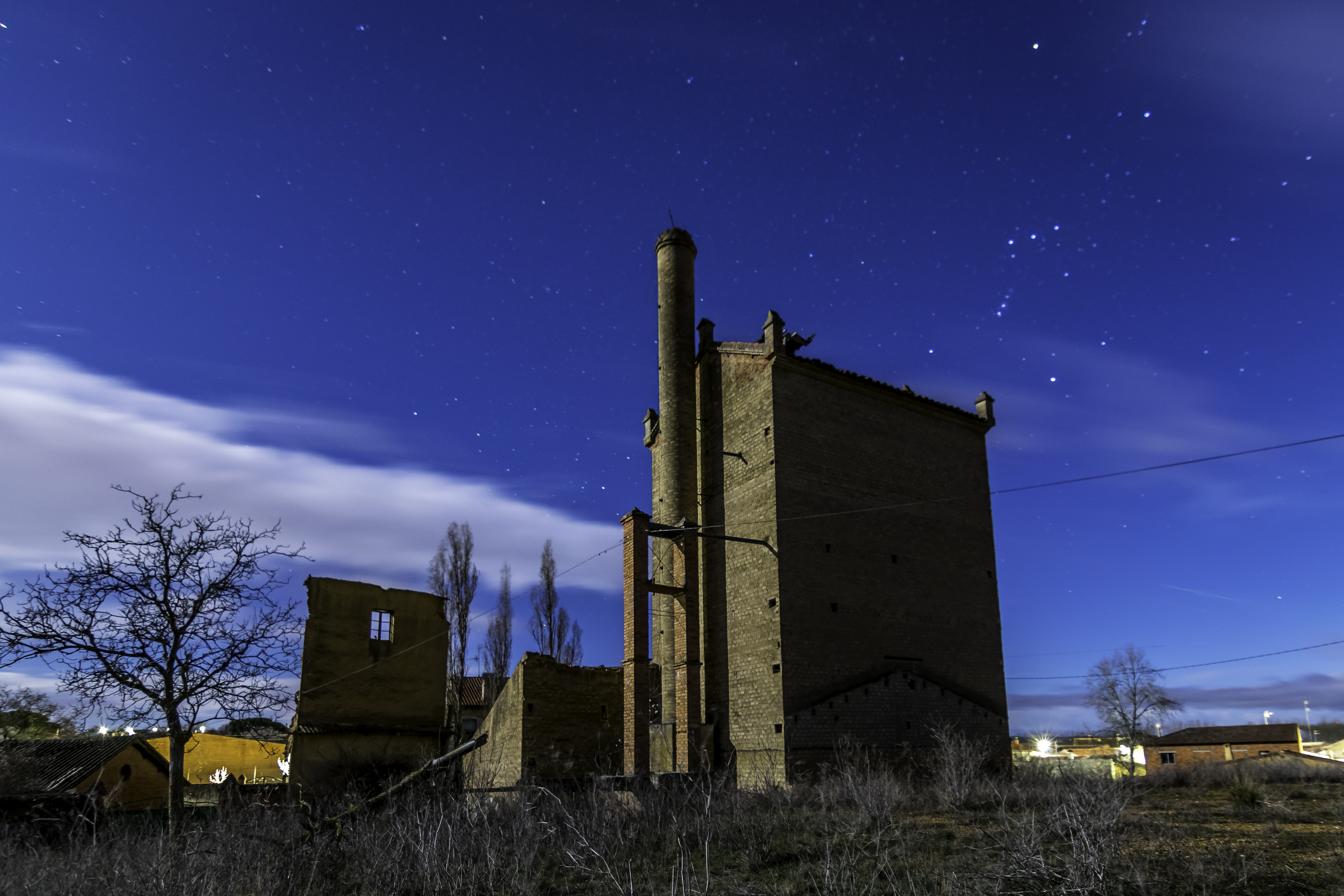
Restos de la alcoholera de la bodega de Doña Rosa
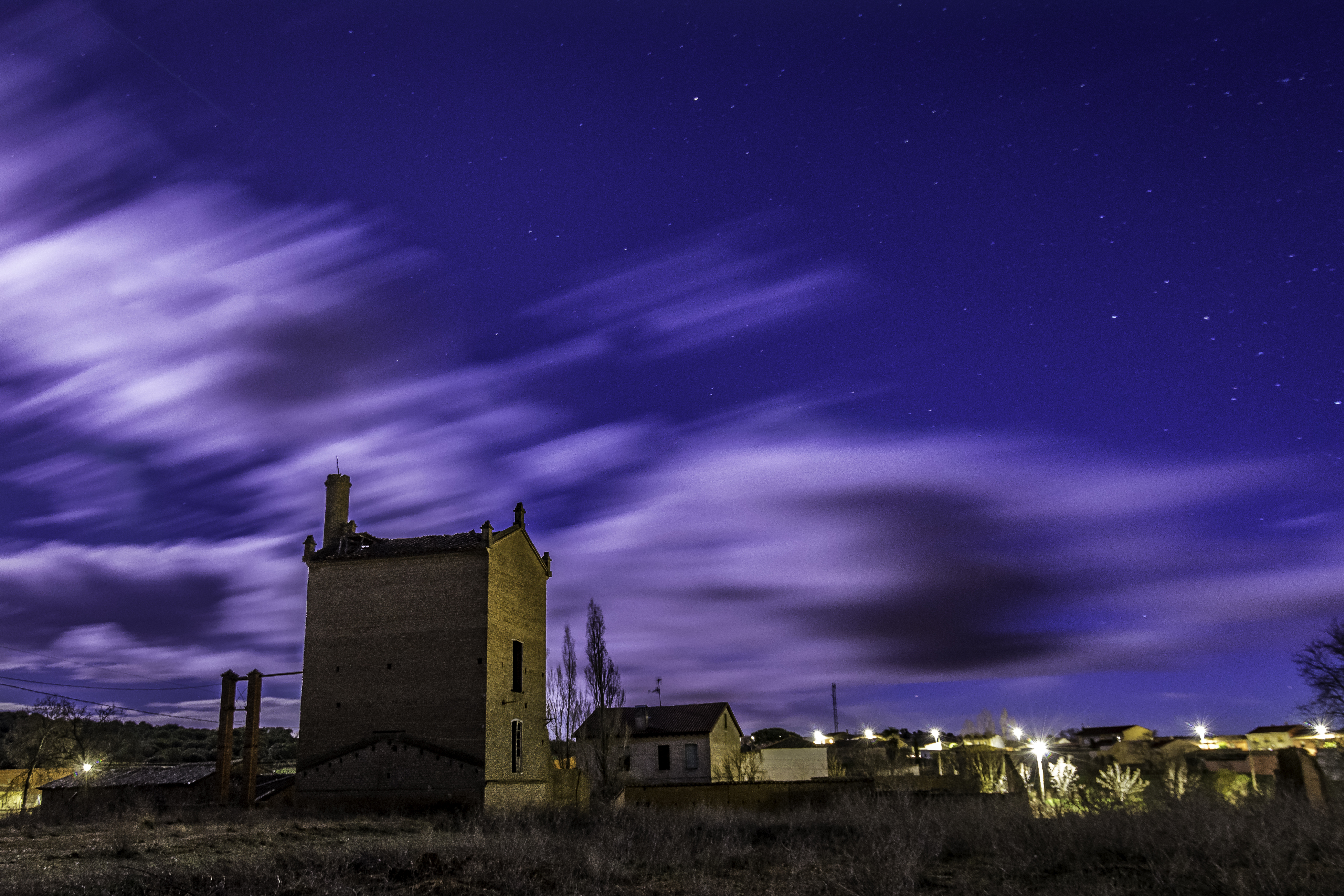
Vista de la alcoholera con el pueblo al fondo.

### Patrimonio religioso

#### Iglesia parroquial de San Adrián
De factura en piedra, dispone de elementos artísticos de interés y un retablo del siglo XVII. Se configura en una única nave, con cubierta con armadura de madera de par y nudillo y espadaña a los pies. Dicha espadaña con tres vanos, dos de ellos para la ubicación de campanas, sufrió la caída de un rayo que la dañó, así como a parte de la cubierta de la iglesia. Fue reconstruida tal y como se encuentra actualmente entre 1748 y 1749. La ejecución la realizó el maestro de obras Gervasio Jolías por encargo del cura José Arias, siendo la obra motivo de litigio. Ha sido restaurada en 2020, eliminando el nido de cigüeña existente y los restos de pináculos de remate.

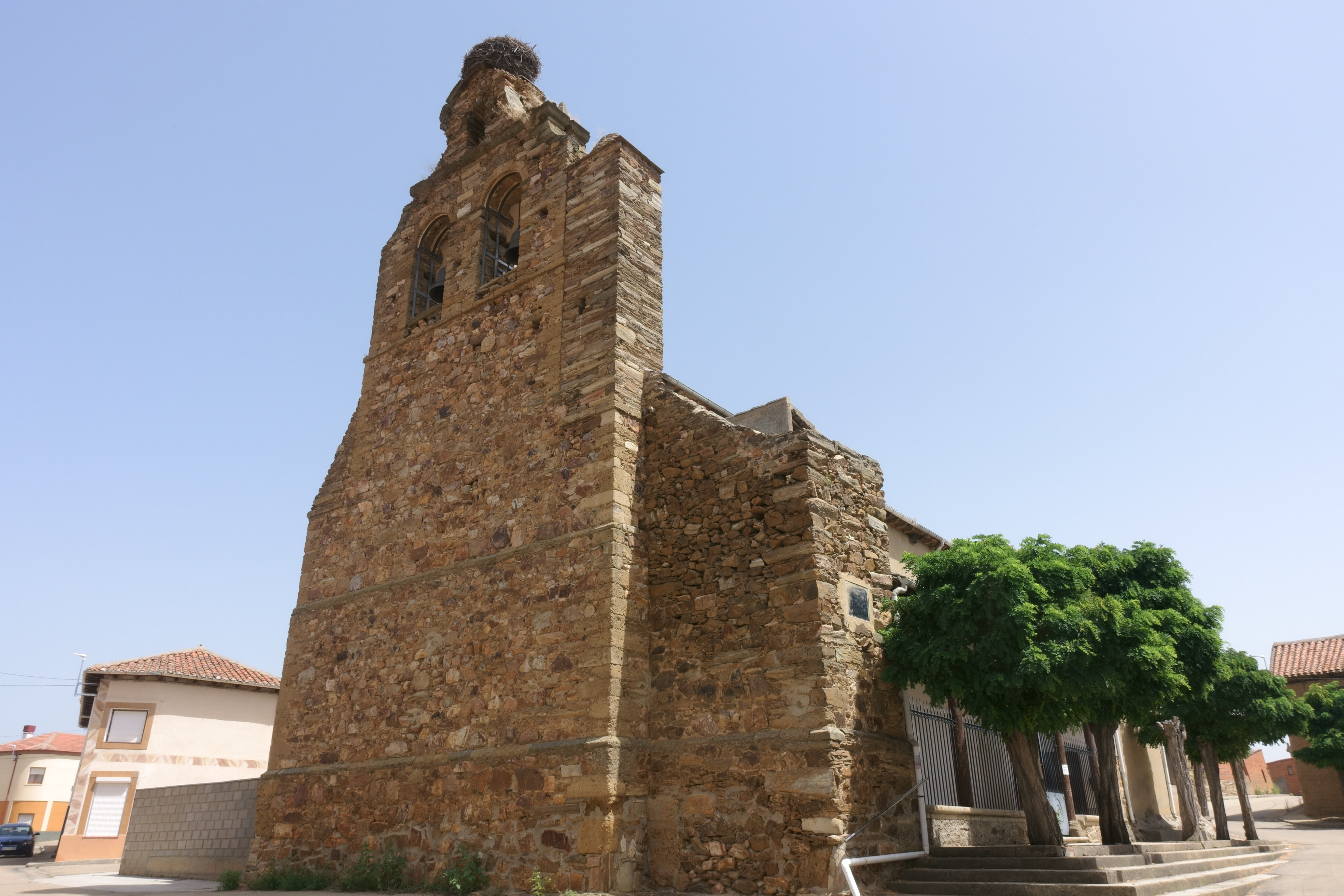
Iglesia parroquial de San Adrián antes de la restauración de la espadaña
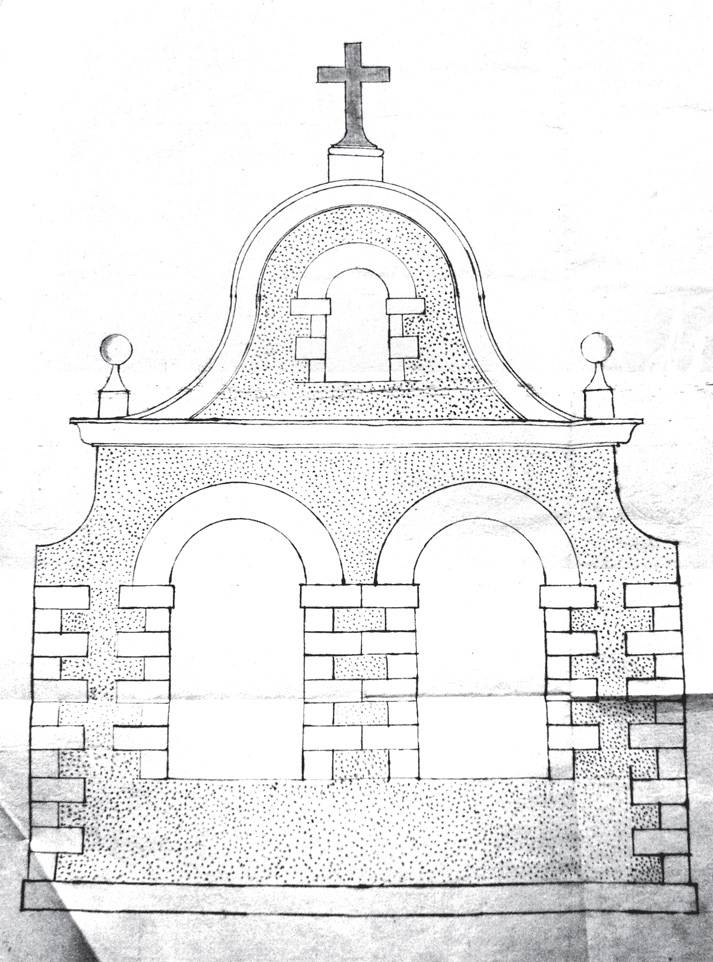
Traza de la nueva espadaña de 1748

#### Ermita del Santo Cristo de las Heras[17]

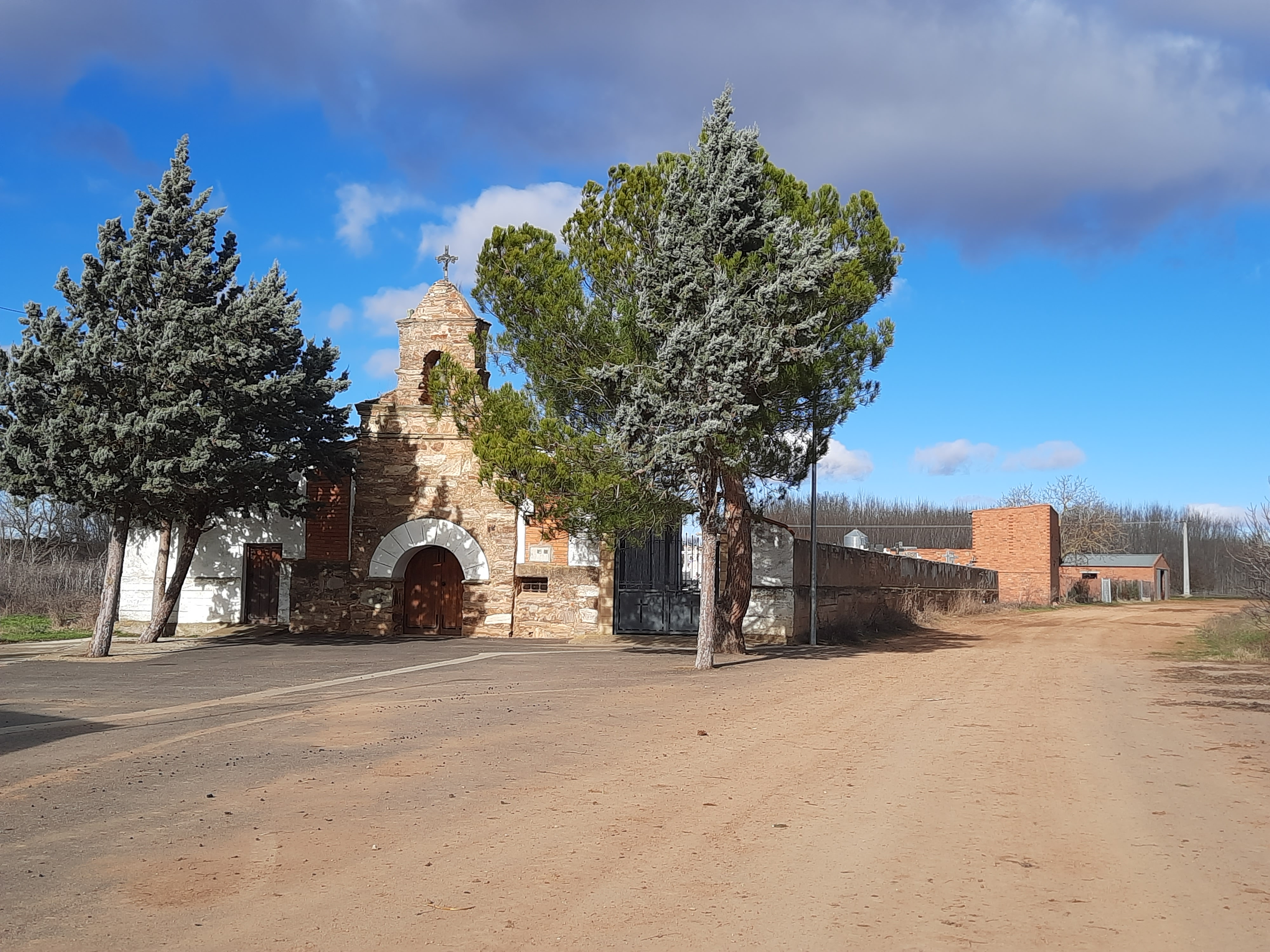
Ermita del Santo Cristo de las Heras y cementerio municipal

Se trata de una pequeña ermita perteneciente al recinto del cementerio, ubicada en un borde del núcleo urbano, junto al arroyo.